# Buthus trinacrius
Buthus trinacrius – gatunek skorpiona z rodziny Buthidae.
Gatunek ten opisali w 2013 roku Wilson R. Lourenço i Andrea Rossi. Opisu dokonano na podstawie trzech okazów: samca (holotyp) i parki paratypów, odłowionych na przełomie lat 70' i 80' XIX wieku na terenie prowincji Palermo.
Samiec ma ciało długości 57,6 mm, z czego 6,4 mm przypada na karapaks. U samicy długości ciała wynosi 59,8 mm, z czego 6,8 mm przypada na karapaks. Ubarwienie jest żółtawe do jasnożółtego, prawdopodobnie wskutek wyblaknięcia okazów. Karapaks cechuje się granulowaną powierzchnią, prostą przednią krawędzią, obecnością trzech par małych oczu bocznych i jednej pary oczu środkowych, położonej na wzgórku. Żeberka karapsku są silnie wykształcone. Sternum ma obrys trójkątny, szerszy niż dłuższy. Przez wszystkie tergity granulowanego przedodwłoka biegną 3 ząbkowane żeberka, a na siódmym tergicie występują prócz nich jeszcze 2. Grzebienie samców mają 29–30 ząbków, a u samicy po 25 ząbków. Na segmentach zaodwłoka od pierwszego do trzeciego występuje po 10, na segmencie czwartym 8, a na piątym 5 ząbkowanych żeberek. W telsonie kolec jadowy jest krótszy niż vesiculus. Szczypce nogogłaszczków mają zarówno na palcach ruchomych jak i nieruchomych po 10 rzędów granulek biegnących ukośnie.
Skorpion znany wyłącznie z włoskiej Sycylii.